# Imperial Dreams
Pour plus de détails, voir Fiche technique et Distribution.
Imperial Dreams ou Rêves impériaux (au Québec) est un film dramatique américain réalisé par Malek Vitthal, sortie en 2014.
En janvier 2014, il est présente au Festival du film de Sundance où il se fait remarquer en remportant le Prix du public.

## Synopsis
Bambi, un jeune adulte de 21 ans, sort de prison. Ancien membre d'un groupe de gangsters, il est prêt à définitivement tourner la page de ce lourd passé afin de se consacrer à sa famille. Son retour dans son quartier de Watts à Los Angeles est un vrai test pour Bambi, encore hanté par ses vieux démons.

## Fiche technique
Sauf indication contraire, les informations mentionnées dans cette section peuvent être confirmées par la base de données cinématographiques IMDb,  présente dans la section « Liens externes ».
- Titre original : Imperial Dreams
- Titre québécois : Rêves impériaux
- Réalisation : Malek Vitthal
- Scénario : Malek Vitthal et Ismet Prcic
- Direction artistique : Kim Coleman
- Costumes : Chasia Johnson et Chasia Kwane
- Photographie : 	Monika Lenczewska
- Montage : Suzanne Spangler
- Musique : Flying Lotus
- Production : Jonathan Schwartz, Andrea Sperling et Katherine Fairfax Wright
- Sociétés de production : Super Crispy Entertainment
- Société de distribution : Sundance Channel
- Pays d’origine : États-Unis
- Langue originale : anglais
- Format : couleur - 35 mm - 2.35:1 - Dolby numérique
- Genre : Film dramatique
- Durée : 90 minutes
- Dates de sortie :
  -  États-Unis : première mondiale au Festival du film de Sundance : 20 janvier 2014
  -  : 3 février 2017 sur Netflix

## Distribution
- John Boyega (VF : Diouc Koma) : Bambi
- Rotimi Akinosho (VF : Eilias Changuel) : Wayne
- Keke Palmer (VF : Vanessa Van-Geneugden) : Samaara
- Glenn Plummer (VF : Jean-Paul Pitolin) : Oncle Shrimp
- De'Aundre Bonds (VF : Jean-Baptiste Anoumon) : Gideon
- Sufe Bradshaw : Détective Gill
- Kellita Smith (VF : Annie Milon) : Tanya
- Jernard Burks : Cornell
- Anika Noni Rose (VF : Sylvie Jacob) : Mme Price
- Maximiliano Hernández (VF : Emmanuel Gradi) : Détective Hernandez
Version française
  - Société de doublage : Cinéphase
  - Direction artistique : Julie Elmaleh
  - Adaptation des dialogues : Bérangère Alguemi

Source VF : Carton de Doublage Netflix et RS Doublage

## Distinctions

### Récompenses
| Année                                   | Cérémonie ou récompense                     | Prix                                     | Lauréat(es)   |
| --------------------------------------- | ------------------------------------------- | ---------------------------------------- | ------------- |
| 2014                                    |                                             |                                          |               |
| Festival du film de Sundance            | Prix du public                              | Imperial Dreams                          |               |
| Festival du film de Sun Valley          | Meilleur scénario                           | Malik Vitthal                            |               |
| Festival du film de la Nouvelle-Orléans | Meilleur scénario                           | Malik Vitthal                            |               |
| Festival du film de Mill Valley         | US Cinema Indie Gold Award                  | Imperial Dreams                          |               |
| 2015                                    | Festival panafricain du film de Los Angeles | Meilleur scénario                        | Malik Vitthal |
| 2015                                    | Festival panafricain du film de Los Angeles | Meilleur scénario (prix spécial du jury) | Malik Vitthal |
| 2015                                    | Festival du film de Floride                 | Meilleur scénario                        | Malik Vitthal |
| 2015                                    | Festival du film de Floride                 | Meilleur scénario (prix spécial du jury) | Malik Vitthal |
| 2015                                    | Festival indépendant du film d'Ashland      | Best feature                             | Malik Vitthal |
| 2015                                    | Festival indépendant du film d'Ashland      | Meilleur scénario                        | Malik Vitthal |

### Nominations
| Année                         | Cérémonie ou récompense             | Prix            | Lauréat(es) |
| ----------------------------- | ----------------------------------- | --------------- | ----------- |
| 2015                          |                                     |                 |             |
| Festival du film de Milwaukee | Meilleur film                       | Imperial Dreams |             |
| Festival du film de Cleveland | Meilleur film indépendant américain | Imperial Dreams |             |